# تاريخ مستعمرة ليبيا الإيطالية
الاحتلال الإيطالي لليبيا محاولات الاستعمار الإيطالي للسيطرة على إقليمي طرابلس وبرقة الذين كانت تحكمهما الدولة العثمانية لم تكلل بالنجاح إلا في الثلاثينيات عندما سيطرت مملكة إيطاليا على المنطقة.
قبل ذلك في 3 أكتوبر 1911 بدأ الغزو الإيطالي لليبيا بطرابلس بدعوى أن الإيطاليين جاؤا لتحرير الليبيين من الحكم العثماني، ورغم المقاومة العنيفة من الليبيين للغزو، قامت الدولة العثمانية بتسليم ليبيا إلى إيطاليا بتوقيع الطرفين اتفاقة تعترف بموجبها الأستانة بامتلاك إيطاليا لليبيا في ما عرفت بمعاهدة لوزان في 1912.
في 1934 قامت إيطاليا بدمج إقليمي طرابلس وبرقة كإقليم مستعمر واحد تحت الاسم التقليدي للبلاد «ليبيا» والذي صار الاسم الرسمي للمستعمرة.

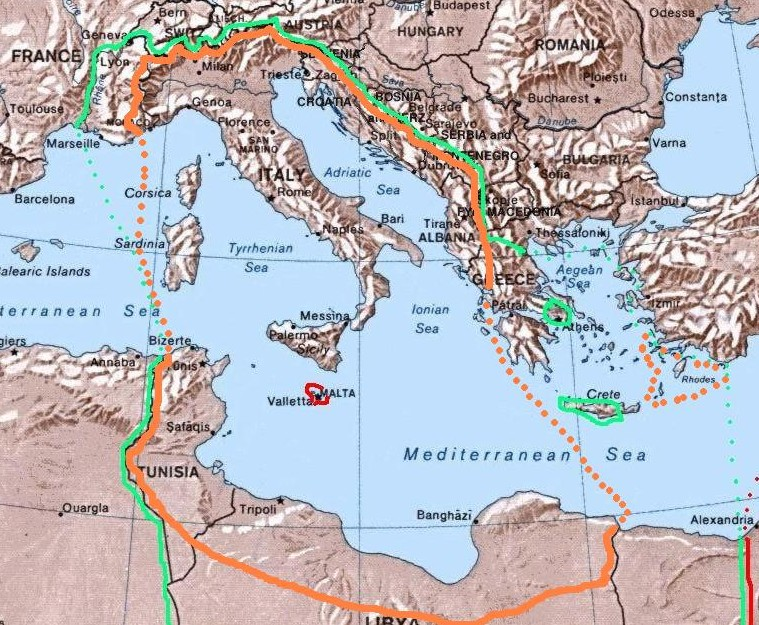
موقع الشاطئ الرابع ذو العلاقة بمشروع بنيتو موسليني الفاشي.

## 1911
3 أكتوبر 1911
- قصف الأسطول الإيطالي لمدينة طرابلس.

4 أكتوبر 1911
- ضرب الأسطول البحري الإيطالي لطرابلس وطبرق وحصونها بنيران المدفعية (أول بقعة ليبية يحتلها الإيطاليون).

11 أكتوبر 1911
- احتفال على شرف الأسطول الإيطالي المتّـجهة إلى طرابلس، وبارك رجال الدّين البحارة والجنود في احتفالات دينية ووزعت الصلبان عليهم هدية من البابا.
- نزول القوات الإيطالية لشواطيء طرابلس.
- احتلال آبار إبي مليانة (طرابلس) بقيادة الجنرال كارلو كانيفا.

12 أكتوبر 1911
وقع الجنرال كانيفا قائد الحملة ضد ليبيا على منشور، ورد فيه أنّه «مفوض بتصفية سيطرة الأتراك في طرابلس وبرقة».
16 أكتوبر 1911
- قصف الأسطول الإيطالي لمدينة درنة.

17 أكتوبر 1911
- استمرار قصف الأسطول الإيطالي لمدينة درنة.
- واجهت سفن الغزاة الإيطاليين مدينة الخمس.

18 أكتوبر 1911
- نزول قوات إيطالية في درنة.
- قصف مركز على شواطيء بنغازي.

19 أكتوبر 1911
- قصف الأسطول الإيطالي بنغازي، وتم إنزال القوات الإيطالية بنغازي.
- معركة جليانة ونزول القوات الإيطالية إلى بنغازي.

20 أكتوبر 1911
- المعركة الأولى في بنغازي / جليانة.
- دخول القوات الإيطالية لبنغازي.
- احتلال الخمس.
- احتلال بنغازي.[1]

21 أكتوبر 1911
- احتلال درنة.

23 أكتوبر 1911
- معركة المرقب الأولى / الخمس.
- معركة الهاني / شارع الشّـطّ.
- بدء المقاومة المسلحة الشّـاملة، حيث هاجم رجال المقاومة في طرابلس الوحدات الإيطالية في ضواحي طرابلس وأزاحوا قوات العدو من المواني (المرسى / الحميدية / الهاني).

26 أكتوبر 1911
- أكبر عملية إبعاد (أكثر من خمسة آلاف ليبي) قسراً من ديارهم إلى الجزر الإيطالية.
- معركة الهاني / أبي مليانة.
- معركة الهاني / سيدي المصري.

23-26 أكتوبر 1911
- انتفاضة مسلحة قام بها أهالي طرابلس، أصدر الجنرال كانيفا أمره باستباحة المدينة لمدة (3) ثلاثة أيّـام من قبل جنود الاحتلال.

27 أكتوبر 1911
- أولى هجمات المجاهدين على مواقع الغزاة الإيطاليين.

## 1912
15 أكتوبر 1912
- التوقيع على معاهدة أوشي (من ضواحي لوزان)، وقد نصت على أنّه خلال (3) ثلاثة أيّـام يلتزم السّلطان التّركي بمنح الاستقلال الذّاتي لطرابلس وبرقة، وموافقة الحكومة الإيطالية أن يعين السّلطان التّركي القضاة في ليبيا، والكف عن إرسال الأسلحة والذّخائر والجنود والضّباط إلى طرابلس وبرقة.

16 أكتوبر 1912
- صدور الفرمان السّلطاني كمنشور موجه إلى أهالي طرابلس، جاء فيه: «إن حكومتنا العالية عاجزة عن تأمين الحماية، إلا أنّها مهتمة بازدهاركم في الحاضر والمستقبل، ورغبة منها في تجنّب مواصلة الحرب التي تحمل الهلاك لكم ولأسركم والخطر على الدّولة، وحرصا منها على السّلام والرّفاهية في بلادكم، فإنّني أعطيكم الاستقلال الكامل والشّامل، وستحكم بلادكم وفقا لقوانين جديدة ومن طرف هيئة خاصّـة، وبمشاركة من سكّـان البلاد أنفسهم سيتم تشكيل نظام جديد للإدارة يتّـفق ومتطلبات الأهالي وعاداتهم. وبما أن القانون عندكم سيبقى معتمدًا على الشّريعة فسأواصل تعيين القضاة الذين يختارون نوابهم من بين علماء البلاد».

17 أكتوبر 1912
- وقع فيكتور عمانويل الثالث ملك إيطاليا منشورا إلى سكان طرابلس وبرقة بأن طرابلس وبرقة أصبحتا خاضعتين خضوعا مطلقا للسيادة الإيطالية، وصدور عفو على جميع أهالي طرابلس وبرقة ممن شاركوا في الأعمال الحربية أو نشاطات سياسية، وإعلان حرية الشّعائر الدينية الإسلامية، والسماح بذكر اسم السلطان خليفة للمسلمين في الصلوات العامة، وضمان حصانة الممتلكات الدينية (الأوقاف)، وإدارة ملكية يتم تشكيل لجنة تعين من أبناء البلاد لتنظيم الجهاز المدني والإداري على أساس من المبادئ الليبرالية ".

17-21 أكتوبر 1912
- معارك الخمس ضد القوات الإيطالية الغازية.

18 أكتوبر 1912
- أصدر السّلطان الفرمان الثّـاني بإعطاء موافقته على انتقالهما لإدارة إيطاليا.
- توقيع معاهدة سلام (إتفاقية لوزان) بين تركيا ومملكة إيطاليا (اتفاقية صلح أوقفت فيه تركيا القتال وأعطت للبلاد استقلالا ذاتيا).

19 أكتوبر 1912
- أحاطت كل من فرنسا والدول النمساوية – المجرية وإنجلترا وألمانيا حكومة إيطاليا اعترافها رسميا بضم إيطاليا الممتلكات التركية في الشّمال الإفريقي.

## 1915
7 أبريل 1915
- انتصار المجاهدين في معركة مرسيط بالجبل الغربي.

29 أبريل 1915
- معركة القرضابية وهزيمة المحتل.
- 26 يناير 1915 معركة شجار قرب سوكنة حيث دحرت قبائل سوكنة الطليان وأخرجتهم من سوكنة

## 1916
17 أكتوبر 1916
- أصدر سليمان الباروني نداء بضم طرابلس إلى غيرها من الولايات التركية، ودعا لعقد جلسة بهدف تشكيل حكومة شرعية موحدة قادرة على تعبئة كافة القوى من أجل النّضال ضدّ إيطاليا، ودعا إلى تسوية العلاقات مع رمضان السويحلي وأنصاره، ومع الحركة السنوسية، وإلى تشكيل حكومة جديدة على أساس الوفاق والاهتمام بالنّصر على الإيطاليين الغزاة.

25 أكتوبر 1916
- أرسل سليمان الباروني رسالة إلىإدريس السنوسي دعاه إلى وقف الاشتباكات بين السّنوسيين والطّرابلسيين. "

أكتوبر 1916
- فشل محادثات الزّويتينة بين البريطانيين والإيطاليين وإدريس.

## 1918
16 نوفمبر 1918
- إعلان الجمهورية الطرابلسية بمدينة مسلاتة. الجمهورية الطرابلسية انشـأت في الجزء الغربي من ليبيا حيث تم الاتفاق على إعلانها بجامع المجابرة في مدينة مسلاتة في 16 نوفمبر سنة 1918 ولم تستمر لفترة طويلة. تبلورت فكرة تكوين الجمهورية الطرابلسية عقب هزيمة دول المحور في الحرب العالمية الأولى وتوقف الدعم التركي- الألماني للمقاومة الليبية ضد الاحتلال الإيطالي. وقد بدأت الفكرة في مدينة مصراتة على اثر اجتماع بين كل من الشيخ سليمان باشا الباروني والمجاهد عبد النبي بالخير وكذلك أحمد المريض ورمضان السويحلي.

## 1919
31 أكتوبر 1919
- صدور قانونين أساسيين أحدهما لبرقة والآخر لمنطقة طرابلس الغرب، أقر لكل ولاية برلمان خاصّ ومجلس للحكومة ومجالس محليّـة.

## 1920
20 أكتوبر 1920
- اتفاقية الرجمـة (بديلا عن اتفاقية عكرمة) أكدت الاعتراف بإمارة إدريس السنوسي، وتقسيم برقة إلى قسمين: السّاحلي والدّاخلي.

25 أكتوبر 1920
- توقيع اتفاقية الرّجمة، منح فيها إدريس السنوسي لقب «الأمير»، وإقرار أن يكون الحكم وراثياً، والاعتراف به رئيساً لحكومة ذات استقلال ذاتي، وتشمل إدارة الأجزاء: واحات الجغبوب، أوجلة، جالو والكفرة، ومنح إدريس السنوسي حق الإقامة في اجدابيا مقراً لحكومته.

## 1921
15 أكتوبر 1921
- أقرّ مجلس الوزراء الإيطالي الاتفاقية الموقعة في بو مريم.

## 1922
25 أكتوبر 1922
- وصول موسوليني للسلطة في إيطاليـا.

22 أكتوبر 1922
- احتلال مدينة يفرن.

31 أكتوبر 1922
- معركة أم الجرسـان بيفرن ضد القوات الإيطالية.

## 1923
1 أكتوبر 1923
- معركة أخليطـة بشحات.

معركة بئر بلال الشهيرة 10/6/1923

## 1928
1 أكتوبر 1928
- معركة العقيلة الشرقية / طبرق.

31 أكتوبر 1928
- معركة قارة عافية بسوكنة.
- معركة الناظورة سنة 1911 بقيادة الشيخ المبرى ياسين.

## 1930
- يناير وفبراير احتلال مرزق وغات.

## 1931
28 يناير 1931
- سقوط الكفرة.

11 سبتمبر 1931
- نشوب معركة بئر قندولة والوديان المجاورة استمرت يومين، ووقوع عمر المختار في الأسر.

15 سبتمبر 1931
- انعقاد المحكمة الخاصة.

16 سبتمبر 1931
- تنفيذ حكم الإعدام شنقاً في عمر المختار في بلدة سلوق أمام جموع غفيرة من أبناء وطنه.

## 1939
20-23 أكتوبر 1939
- انعقاد اجتماعات بين زعماء من طرابلس وبرقة في (المنفى) الإسكندرية.

أكتوبر 1939
- عقد إدريس السنوسي اتفاقية منفصلة مع الإنجليز.

## 1942
23 أكتوبر 1942
- هجوم الجنرال مونتغمري على المواقع الألمانية في معركة العلمين ضمن الحرب العالمية الثانية، هٌزمت قوّات المحور بقيادة إيرفن رومل هزيمة ساحقة بعد قتال استمر لمدة 21 يوما.